# مقاطعة سان ميغيل (كولورادو)
مقاطعة سان ميغيل (بالإنجليزية: San Miguel County)‏ هي إحدى مقاطعات ولاية كولورادو في الولايات المتحدة الأمريكية.